# DJ Tonka
 (janvier 2022).
Si vous disposez d'ouvrages ou d'articles de référence ou si vous connaissez des sites web de qualité traitant du thème abordé ici, merci de compléter l'article en donnant les références utiles à sa vérifiabilité et en les liant à la section « Notes et références ».
DJ Tonka (né Thomas René Gerlach le 24 juin 1973 à Mayence en Allemagne) est un musicien electro house. Il est également connu sous les noms de Tonka, Chip, Tunes, et Thomastic.

## Carrière musicale
Au début de sa carrière, Thomas-René Gerlach a travaillé avec son ami producteur Ian Pooley dans les groupes Outrage, Space Cube, et T'n'I. Ensemble, ils produiront plusieurs disques de techno, de house progressive et de breakbeat. En 1996, le groupe est dissous (un EP avec des morceaux inédits est quand même sorti en 1997) et, par coïncidence, les deux ont commencé à produire un son plus grand public.
En solo, Gerlach prend le nom de DJ Tonka et commence à produire de la musique house, avec des influences de synthpop et de la scène house garage américaine. Il acquiert une certaine notoriété en tant que remixeur, retravaillant les morceaux tels que Trapped pour l'artiste disco Colonel Abrams, Love Shack pour les B-52's et Push it pour Salt-N-Pepa.
Tonka cite Grandmaster Flash et Depeche Mode parmi ses influences[citation nécessaire]. Il a également fondé deux maisons de disques : Uplifting Records en 1997 et Vivienne Records en 2000.

## Discographie

### Albums studio
- 1998 : Peaktime (In One Go) (Warner/Germany)
- 2004 : 84 (Uplifting Rec. Warner/Germany)

### Singles & EP
- 1995 : "Flashback" (Force Inc. US)
- 1995 : "Flashback, Remixes" (Outland Rec./NL)
- 1995 : "Got to Get Up" (Force Inc. 100)
- 1995 : "Feel" (Force Inc. US,Disco Magic/Italy,Airplay Rec./France)
- 1995 : "Feel, Remixes" (Force Inc. US)
- 1995 : "Phun-ky" (Force Inc. US,Skint/UK,Dance Net/Australia)
- 1996 : Feel Phun-ky EP (Outland Rec./NL)
- 1996 : "Old Skool" (F.Inc.US,Dance Net/Aus,Happy One/Danm,Pen Pot/Italy)
- 1996 : "Feel the Street vs. Deskee" (Force Inc. US)
- 1996 : "Feel the Street vs. Deskee" Remixes (Outland Rec./NL)
- 1996 : "Radical Noise, Remixes" (Outland Rec./NL)
- 1996 : "Happiness" (Force Inc. US)
- 1997 : "Old Skool" (Joey Negro Rmx) (Club Masters/UK)
- 1997 : "Old Skool" (Fletch Remix) (Happy One/Danm)
- 1997 : "The Night", Security (Upl,Warn/Ger,Ginger Music/Spain,Hitland/Italy,Airplane/France)
- 1998 : "She Knows You" (Uplifting Rec./Warner)
- 1998 : "She Knows You" (Birthday Edition) (Uplifting Rec.)
- 2000 : "Don't Be Afraid" (Vivienne Rec., Warner/Ger., BlancoYNegro/Spain)
- 2000 : "Don't Be Afraid" (Nerio's Dubwork Remix) (Promo Only/Warner)
- 2002 : "J.O.E, Never!" (Vivienne Rec.)
- 2002 : "Keep Klimbing" (Vivienne Rec.)
- 2004 : "84" (Vivienne Rec. Warner)
- 2004 : "Get Back, PT1" (Vivienne Rec. Warner, BlancoYNegro/Spain)
- 2004 : "Get Back, PT2" (Vivienne Rec. Warner, BlancoYNegro/Spain)
- 2008 : "Orca", Freeze (Munich Disco Tech Vol.1, Great Stuff Germany)
- 2008 : "Orca" (Ian Pooley Rmx) (Munich Disco Tech Vol.2, Great Stuff/Germany)
- 2008 : Drop Box EP (Alphabet City/Germany)
- 2009 : Ready for War EP (Southern Fried Records/UK)
- 2011 : "Aliens & Earthlings" (WePLAY/Germany)
- 2012 : "Atlantis" (WePLAY/Germany)
- 2012 : "Atlantis Remixes" (WePLAY/Germany)
- 2015 : "Calippo - 4U" (Enormous Tunes)
- 2016 : "Security" (Cat 'N Dogz 2016 Edit) (12", S/Sided) (Petsedits, Pets Recordings)
- 2019 : "Don't Stop" (Big & Dirty)

### Tonka presents Chip Tunes
- 2001 : Heartjumpa, Reflect, Fallin', Passion (Chip Tunes,Warner/Germany)

### Mix-CDs
- 1998 : The House of Disco (Vision Sound Carriers/Germany)
- 2000 : Essential Streetparades / Proved (Warner Music/Germany)

### Remixes
- 1995 : Ian Pooley - "Celtic Cross Remixes" (Force Inc.)
- 1996 : Celvin Rotane - "You've Got to Be You" (Alphabet City/Edel)
- 1996 : The Moodyman - "The Dancer" (After Midnight Rec.,UCA Records/NL)
- 1996 : Smokin Beats - "Disco Dancin'" (Music Man,Legato Rec.,News/Belgium)
- 1996 : Full Intention - "America" (Logic/Germany,Sugar Daddy,Stress Rec/UK)
- 1996 : The Hipgrinders - "Good Times" (Positiva,Additive/UK)
- 1996 : Gina G - "I Belong to You" (Eternal,Warner/UK)
- 1997 : Colonel Abrahams - "Trapped" (Up Beat,Warner/Germany,Mantra/Italy,Ginger/Spain)
- 1997 : Jimmy Somerville - "Safe" (Heaven Rec./Germany,Ginger/Spain)
- 1997 : Bootsy Collins - "I'm Leavin' U" (Gotta Go, Gotta Go)" (feat. MC Lyte) (Warner/Germany,Mercury/US)
- 1997 : Dave Angel - "Funk Music" (Island/UK)
- 1998 : The Funkjunkeez a.k.a. Roger Sanchez - "Got Funk?" (Strictly/US, Motor/Germany)
- 1998 : Louise - "All That Matters" (EMI/UK)
- 1998 : Urban Soul - "Love Is So Nice" (VC,Virgin/UK)
- 1998 : Black & White Brothers - "Put Your Hands Up" (Edel/Germany,Happy Music/France)
- 1998 : DJ Tonka vs The B52's - "Love Shack" (Warner/Germany,Reprise/US)
- 1998 : K-Klass - "Live It Up" (EMI/UK, Dance Factory/Italy)
- 1999 : Salt-N-Pepa - "Push It" (Motor/Germany)
- 1999 : Tony Esposito - "Kalimba De Luna" (Warner/Germany)
- 2000 : Dominica - "Gotta Let You Go" (Fuel, East West, Warner/Germany,Outland Music/NL)
- 2000 : Bump a.k.a. Steve Travell & MA - "I'm Rushing" (Fuel,East West,Warn/Germany)
- 2001 : Cleptomaniacs a.k.a. Brian Tappert & John Julius Knight – "All I Do" (Edel/Germany)
- 2002 : Robin S. - "Show Me Love" (Stereoph,BMG/Ger., Champion/UK)
- 2002 : Robin S. - "Luv 4 Luv" (Stereophonic, BMG,Champion/UK)
- 2002 : Alizée - "L'Alizé (Tonka's Sunny Season Mix)" (Universal/Germany & France)
- 2002 : Sharam Jey pres the Punisher - "Straight Up!" (King Kong Rec,Warner/Germany)
- 2004 : Ian Pooley ft Jade & Dantelle - "Heaven" (Pooled Music,MOS/Germany)
- 2004 : Erick Morillo ft. Leslie Carter - "Waiting in the Darkness" (Subliminal/US)
- 2005 : Tonka vs The Adjuster - "All Over Again" (Disco Inc.,Force Inc./Germany)
- 2005 : Room 5 a.k.a. Junior Jack - "Make Love 2005" (EMI/Germany)
- 2006 : Ian Pooley & Tonka - "Celtic Cross 2006" (Pooled Music/Germany)
- 2006 : Erick Morillo ft P.Diddy - "Dance I Said" (Subliminal/US)
- 2008 : MDX & Namito - "Hot & Spicy" (Long Distance Rec./Australia)
- 2009 : Gus Gus - "Lust" (Great Stuff/Germany)
- 2009 : Ian Pooley vs Zoo Brazil - "Reader" (Pooled Music/Germany)
- 2009 : Coburn - "We Re-Interrupt This Programme" (Tasted,Great Stuff/Germany)
- 2009 : Aquasky - "You Know We Do It Big Girl" (Passenger/UK)
- 2009 : AudioFun - "Dirty Gold" (Freek Records/UK)
- 2010 : Ellie Goulding - "Guns and Horses" (Polydor/UK)
- 2010 : Housse de Racket - "Oh Yeah!" (M20 Solution,Kuskus/France)
- 2010 : Simon Rose - "Stachus" (Bobble Music/Germany)
- 2010 : Mercedes - "Shock Absorber" (Eye Industries/UK)
- 2010 : Aggro Santos - "Saint or Sinner" (Mercury Records,Future Rec./UK)
- 2010 : The Wanted - "Heart Vacancy" (Geffen Records/UK)
- 2011 : Natalia Kills - "Mirrors" (Interscope Rec./USA)
- 2011 : Dabruck & Klein ft Ollie James - "I Found Love" (WePLAY/Germany)
- 2011 : Arty - "Around the World" (WePLAY/Germany, Anjunabeats/UK)
- 2012 : The Disco Boys - "Around the World" (WePLAY/Germany)
- 2012 : Medina - "Forever" (EMI/ Germany)
- 2012 : Laserkraft 3D - "Urlaub" (WePLAY/Germany)
- 2015 : Robin Schulz - "Headlights (DJ Tonka's Sunlight Radio Mix)" (TONSPIEL/Warner Music Group)

### Autres projets

#### Thomastic (productions et remixes)
- 1993 : Eurostyle Tunes Vol.1 (Intense Rec./Germany)
- 1993 : I Want to Be Free - Rmx (Intense Rec. BMG Ariola/Germany)
- 1993 : Dream Team EP, Whirlpool Prod. - Dreaming, Remixes (Intense Rec./Germany)

#### T'N'I (DJ Tonka & Ian Pooley)
- 1991 : Low Mass E.P. (Force Inc./Germany)
- 1991 : Trip Men w. Alec Empire (Force Inc./Germany)
- 1991 : Paris, No More Ugly Germans, Compilation & Single (Sony Music, Germany)
- 1992 : Disco Beam E.P. (Intense Rec. Germany)
- 1992 : Do You Still Care? ft Marie Pullins (Polydor/Germany)
- 1993 : Depart EP (Intense Rec/Germany)
- 1993 : I Want to Be Free (Intense Rec.,BMG Ariola/Germany)
- 1994 : Mad Situation, Be Straight (Force Inc./Germany)
- 1995 : Nothing Can Stop Us (Force Inc.100 Compilation/Germany)

#### Remixes de T'N'I (DJ Tonka & Ian Pooley)
- 1992 : Paris Red - Do Ya (Feel It) (Dance Pool, Sony Music/Germany)
- 1992 : The Bionaut - Everybody is Kissing Everyone (Intense Rec/Germany)
- 1992 : Paradise Project - Deep Green (Sony, Germany)
- 1993 : Dream Team EP w. Whirlpool Prod. - Dreaming (Intense Rec./Germany)
- 1993 : Formosa - Dr. Strangelove (Sony/Germany)
- 1993 : Rainforest - The Birds (Now! Rec./Germany)
- 1993 : House Pimps - Get The Hook (Now! Rec./Germany)

#### Space Cube (DJ Tonka & Ian Pooley)
- 1991 : Space Cube EP (Force Inc./Germany)
- 1992 : Machine & Motion (Force Inc./Germany)
- 1992 : Pure Tendency - Ritchie Hawtin Rmx (R&S Rec./Belgium)
- 1992 : Kool Killer EP 1 (Force Inc/Germany)
- 1993 : Kool Killer EP 2 (Force Inc./Germany)
- 1993 : Kool Killer EP 3 (Force Inc./Germany)
- 1993 : Kool Killer EP, UK Mixes (Edge Rec/UK)
- 1993 : The Latest Adventures Of Kool Killer (Dragnet/Sony, Germany)
- 1993 : Sassion ft Gordon Matthewman & Force Mass Motion (Edge Rec/UK)
- 1993 : The Unrel. Project EP (Solid Preassure Continental/CH)
- 1994 : Inbound, Outbound (Riot Beats/Germany)
- 1994 : Kommerz Killer (Riot Beats/Germany)
- 1995 : Dschungelfieber, Remixes (Riot Beats/Germany)
- 1996 : DJ Tonka & Ian Pooley's Unrel. Space Cube Tracks (Upflifting Rec./Germany)

#### Remixes de Space Cube (DJ Tonka & Ian Pooley)
- 1993 : Ilsa Gold - Silke (Force Inc./Germany)
- 1993 : N.R.G. - I Need Your Lovin' (Force Inc./Germany,Chill Rec./UK,Pyro Tech/US)
- 1993 : D.A.C. Robinson - Lucky Strike (Rabbit City Records/UK)
- 1995 : Legend B - Lost In Love (Lanka/Germany)

#### Outrage (DJ Tonka & Ian Pooley)
- 1991 : Emperor, Daylight (Force Inc./Germany)